# Grönhålet
Grönhålet är en sjö i Sorsele kommun i Lappland och ingår i Skellefteälvens huvudavrinningsområde.